# Michałówka (powiat bialski)
Michałówka – wieś w Polsce położona w województwie lubelskim, w powiecie bialskim, w gminie Biała Podlaska.
| SIMC    | Nazwa         | Rodzaj    |
| ------- | ------------- | --------- |
| 1019763 | Aleksandrówka | część wsi |
| 1019823 | Dziegciarka   | część wsi |
| 1021286 | Oborożek      | część wsi |
| 1021553 | Złamany Most  | część wsi |

W latach 1975–1998 miejscowość należała administracyjnie do województwa bialskopodlaskiego.
Wieś jest sołectwem w gminie Biała Podlaska. Według Narodowego Spisu Powszechnego z roku 2011 wieś liczyła 119 mieszkańców.
Wierni Kościoła rzymskokatolickiego należą do parafii Parafia św. Anny w Białej Podlaskiej.